# 洱源碎米荠
洱源碎米荠（学名：Cardamine delavayi）是十字花科碎米荠属的植物，为中国的特有植物。分布在中国大陆的云南等地，目前尚未由人工引种栽培。